# تری‌اوره
تری‌اوره یک ترکیب آلی با فرمول (H2NC(O)NH)2CO است که از آذرکافت اوره بدست می‌آید. تری‌اوره جامدی بی‌رنگ، بلوری با توان نم‌بینی، دارای ویژگی حل شدنی کم در آب سرد یا اتر و حل شدنی بالا در آب داغ است. مولکول‌های تری‌اوره صفحه‌ای اند. کربونیل مرکزی هیدروژن پیوند خورده به هر دو گروه آمینو است.

## ساخت
برای ساخت تری‌اوره معمولاً باید لایه‌ای نازک از اوره را گرما داد تا آمونیاک از این لایهٔ نازک فرار کند:
3 (H2N)2CO →   [H2NC(O)NH]2CO + 2 NH3
همچنین با اثر فسژن بر روی اوره هم این محصول بدست می‌آید:
2 (H2N)2CO + COCl2 →   [H2NC(O)NH]2CO + 2 HCl
در تولید اصلی این ماده باید اوریک اسید با هیدروژن پراکسید، اکسید شود.
تری‌اوره محصول جانبی در صنعت تولید ملامین از اوره است.